# Dialekty nowoaramejskie
Dialekty nowoaramejskie – zespół języków i dialektów stanowiących najpóźniejszą fazę rozwojową języka aramejskiego. Pierwsze świadectwa pisane, w których występują wyraźnie nowoaramejskie cechy językowe, pochodzą z XVI wieku. Języki te były używane na obszarze rozciągającym się od Syrii po Iran.
Ponieważ użytkownicy języków nowoaramejskich – bliskowschodni chrześcijanie i żydzi – podlegali licznym prześladowaniom ze strony muzułmańskiej większości, wiele spośród tych języków jest obecnie zagrożonych lub wręcz na granicy wymarcia.

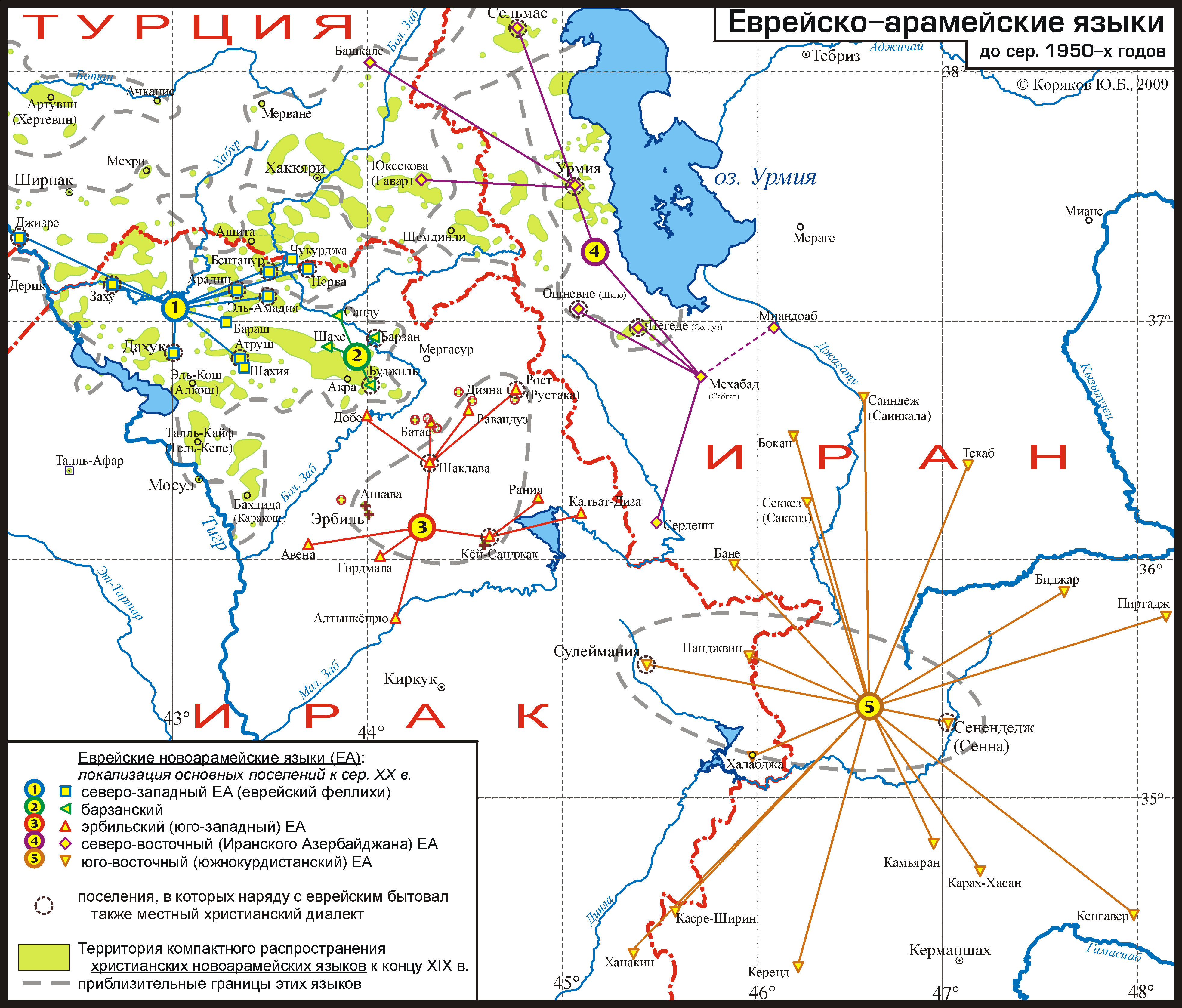
Rozmieszczenie żydowskich dialektów nowoaramejskich w latach 50. XX wieku

Dialekty nowoaramejskie dzielą się na cztery grupy:
- zachodnia – używana w trzech wsiach na terenie Syrii (Maalula, Bakh’a i Jubb’adin)
- centralna – używana w południowo-wschodniej Turcji (prowincja Mardin), obejmująca języki turoyo i wymarły mlahsô
- północno-wschodnia (zwana też NENA od North-Eastern Neo-Aramaic) – obejmująca liczne języki używane przez żydów i chrześcijan z terenu Kurdystanu, Iraku, Azerbejdżanu, Iranu, m.in. dialekty nowosyryjskie (nazywane przez samych użytkowników Sureth)
- nowomandejska – używana przez współczesnych mandejczyków

Cechą dialektów nowoaramejskich szczególnie przykuwającą uwagę badaczy jest unikatowy na tle języków semickich system czasownikowy, w którym koniugacja oparta jest na dawnych imiesłowach np. domax-no „śpię” (dosł. śpiący-ja), mḥalaq-li „rzuciłem” (dosł. rzucony-dla mnie), ptīḫ-lē „on otworzył” (otwarty-dla niego).